# Нижнее Бабаларово
Нижнее Бабаларово (баш. Түбәнге Баба) — село в Куюргазинском районе Республики Башкортостан Российской Федерации. Входит в состав Якшимбетовского сельсовета.

## География

### Географическое положение
Расстояние до:
- районного центра (Ермолаево): 45 км,
- центра сельсовета (Якшимбетово): 18 км,
- ближайшей ж/д станции (Ермолаево): 45 км.

## Население
| 2002 | 2009 | 2010 |
| ---- | ---- | ---- |
| 225  | ↗249 | ↘230 |